# Олейниково (Волгоградская область)
Олейниково — обезлюдевшее село в Даниловском районе Волгоградской области, в составе Белопрудского сельского поселения.
Население — 0 (2010).

## История
Основан как владельческий посёлок Олейников. Посёлок относился к Усть-Медведицкому округу Земли Войска Донского (с 1870 — Область Войска Донского). В 1859 году в слободе проживало 297 душ мужского и 280 женского пола, имелись кирпичный и винокуренный заводы, проводились регулярные ярмарки. После отмены крепостного права посёлок был включён в состав Ореховской волости. Большая часть населения была неграмотной. В Списке населённых пунктов по данным переписи населения 1897 года населённый пункт значится под двойным названием Олейниково-Рудово. В селе проживало 452 мужчины и 424 женщины, из них грамотных: мужчин — 167, женщин — 25.
Согласно алфавитному списку населённых мест Области Войска Донского 1915 года в посёлке Олейников имелось сельское правление, церковь. два училище, земельный надел составлял 558 десятин, проживало 702 мужчины и 722 женщины.
С 1928 года — в составе Даниловвского района Камышинского округа (округ упразднён в 1930 году) Нижне-Волжского края (с 1934 года — Сталинградского края, с 1936 года — Сталинградской области, с 1961 года — Волгоградской области). Посёлок являлся центром Олейниковского сельсовета. В 1928 году в состав Олейниковского сельсовета также входили совхоз Дербетов и лесничество Ореховское. В 1963 году Олйниковский сельсовет передан в состав Котовского района, в 1964 году - в состав Руднянского района. В 1966 году вновь включён в состав Даниловского района.
Решением облисполкома от 26 марта 1975 года №8/297 Олейниковский сельсовет был упразднен, его территория и село Олейниково были переданы в состав Белопрудского сельсовета

## Общая физико-географическая характеристика
Село находится в степной местности, в пределах возвышенности Медведицкие яры, на реке Чёрной (правый приток реки Медведицы) и при овраге Лосенный. Высота центра населённого пункта около 135 метров над уровнем моря. Почвы — чернозёмы южные.
По автомобильным дорогам расстояние до административного центра сельского поселения посёлка Белые Пруды - 9,9 км, до районного центра рабочего посёлка Даниловка — 41 км, до областного центра города Волгоград — 280 км.
Часовой пояс
Олейниково, как и вся Волгоградская область, находится в часовой зоне МСК (московское время). Смещение применяемого времени относительно UTC составляет +3:00.

## Население
Динамика численности населения по годам:
| 1859 | 1873 | 1897 | 1915 | 1987 | 2002 | 2010. |
| ---- | ---- | ---- | ---- | ---- | ---- | ----- |
| 577  | 815  | 876  | 1424 | ≈110 | 0    | 0     |